# Rufinamide
La rufinamide è un farmaco anticonvulsante utilizzato in combinazione con altri farmaci antiepilettici per trattare una rara forma di epilessia chiamata sindrome di Lennox-Gastaut.
Lo sviluppo iniziale è stato portato avanti dalla Novartis mentre adesso è prodotto, ulteriormente sviluppato e commercializzato da Eisai.
L'Agenzia europea per i medicinali (EMEA) ha approvato la sua immissione in commercio nell'Unione europea il 16 gennaio 2007.